# Teodor Vasiliu
Teodor Vasiliu (* 24. Mai 1926 in Broșteni, Kreis Mehedinți) ist ein ehemaliger Politiker der Rumänischen Kommunistischen Partei PCR (Partidul Comunist Român), der unter anderem von 1970 bis 1975 Justizminister sowie zwischen 1975 und 1984 Botschafter in Norwegen war.

## Leben
Teodor Vasiliu war nach dem Zweiten Weltkrieg zwischen 1945 und 1951 Leiter der Abteilung für Lieferungen an die Sowjetunion im Finanzministerium sowie danach in der Generaldirektion der Strafanstalten des Innenministeriums MAI (Ministerul Afacerilor Interne). Daneben absolvierte er von 1945 bis 1951 ein Studium ohne Präsenz an der Fakultät der Rechtswissenschaften der Universität Bukarest und wurde während dieser Zeit 1947 Mitglied der Rumänischen Arbeiterpartei PMR (Partidul Muncitoresc Român). Nach Abschluss des Studiums und seiner Zulassung zum Rechtsanwalt wurde er vom Militärdienst freigestellt und war daraufhin seit dem 1. Mai 1952 Mitarbeiter der Militärstaatsanwaltschaft für die Einheiten der Abteilung für Staatssicherheit (Departamentul Securității Statului). Im Anschluss wurde er 1955 Leiter der Rechtsabteilung der Militäroberstaatsanwaltschaft (Procuratura principală militară) und als solcher zum Oberstleutnant (Locotenent-colonel) befördert. Danach wurde er im Februar 1958 Richter am Militärkollegium des Obersten Gerichtshofes (Tribunalul Suprem) und im August 1959 in die Reserve versetzt. 
Im November 1959 wurde Vasiliu Leiter der Abteilung zur Aufsicht von Berufungsverfahren bei der Generalstaatsanwaltschaft (Procuratura Generală) und war zudem Sekretär der Grundorganisation der nunmehrigen Rumänischen Arbeiterpartei PMR (Partidul Muncitoresc Român) in der Generalstaatsanwaltschaft. Danach wechselte er in die zentrale Parteiverwaltung und war zuerst stellvertretender Leiter sowie seit dem 27. August 1965 Leiter der Abteilung für die Kontrolle der Arbeit des Außenministeriums, des Innenministeriums sowie der Gerichte beim Zentralkomitee (ZK). Auf dem Zehnten Parteitag der PCR (6. bis 12. August 1969) wurde er Kandidat des ZK der PCR und hatte diese Funktion bis zum Elften Parteitag der PCR (24. bis 27. November 1974) inne.
Am 28. November 1970 wurde Teodor Vasiliu als Nachfolger von Adrian Dumitriu als Justizminister (Ministrul justiției) in das fünfte Kabinett Maurer berufen und bekleidete dieses Ministeramt vom 27. Februar 1974 bis zum 18. März 1975 auch im ersten Kabinett Mănescu. Nach seinem Ausscheiden aus der Regierung wurde er Außerordentlicher und Bevollmächtigter Botschafter in Norwegen und bekleidete diesen Posten bis zum 26. Oktober 1984.

## Veröffentlichung
- Codul penal al Republicii Socialiste România. Comentat şi adnotat